# مرضنا
مرضنا: دروس في الحرية من مذكرات المستشفى هو كتاب صدر عام 2020 من تأليف تيموثي سنايدر. يستكشف سنايدر فيه المشاكل التي تواجه الرعاية الطبية في الولايات المتحدة.      